# Willems Verandas (wielerploeg)/2008
Deze pagina geeft een overzicht van de Willems Verandas wielerploeg in 2008. Het team kwam uit op het continentale niveau.

## Algemeen
Sponsor: Verandas Willems
Algemeen manager: Geert De Moor
Ploegleiders: Lucien Van Impe
Fietsmerk: Bianchi

## Renners
| Naam               | Geboortedatum | Nationaliteit | Ploeg 2007                               |
| ------------------ | ------------- | ------------- | ---------------------------------------- |
| Dieter Capelle     | 24-09-1983    | België        | Unibet.com CT                            |
| Sjef De Wilde      | 03-05-1981    | België        | Landbouwkrediet-Tönissteiner             |
| Kristof De Zutter  | 13-12-1982    | België        | Davitamon-Win For Life-Jong Vlaanderen   |
| Stijn Ennekens     | 25-11-1984    | België        | Unibet.com CT                            |
| Jurgen François    | 26-03-1985    | België        | Jartazi-Promo Fashion Continental CT     |
| Stijn Hoornaert    | 05-11-1984    | België        | Neo                                      |
| Tim Meeusen        | 07-11-1977    | België        | Murphy&Gunn-Newlyn-M.Donnelly-Sean Kelly |
| Detlef Moerman     | 04-09-1985    | België        | Neo                                      |
| Hansjörg Standaert | 20-04-1984    | België        | Yawadoo-Colba-ABM                        |
| Kenny Van Braeckel | 12-03-1983    | België        | Jartazi-Promo Fashion Continental CT     |
| Max van Heeswijk   | 02-03-1973    | Nederland     | Rabobank                                 |
| Jurgen Van Loocke  | 01-07-1980    | België        | Palmans-Cras                             |
| Wim Van Moer       | 25-01-1983    | België        | Profel Ziegler Continental Team          |
| Nic Vanhuffel      | 16-08-1987    | België        | Neo                                      |

2008 · 2009 · 2010 · 2011 · 2012 · 2013 · 2014 · 2015 · 2016 · 2017 · 2018 · 2019 · 2020 · 2021 · 2022 · 2023 · 2024 · 2025